# کسو داس

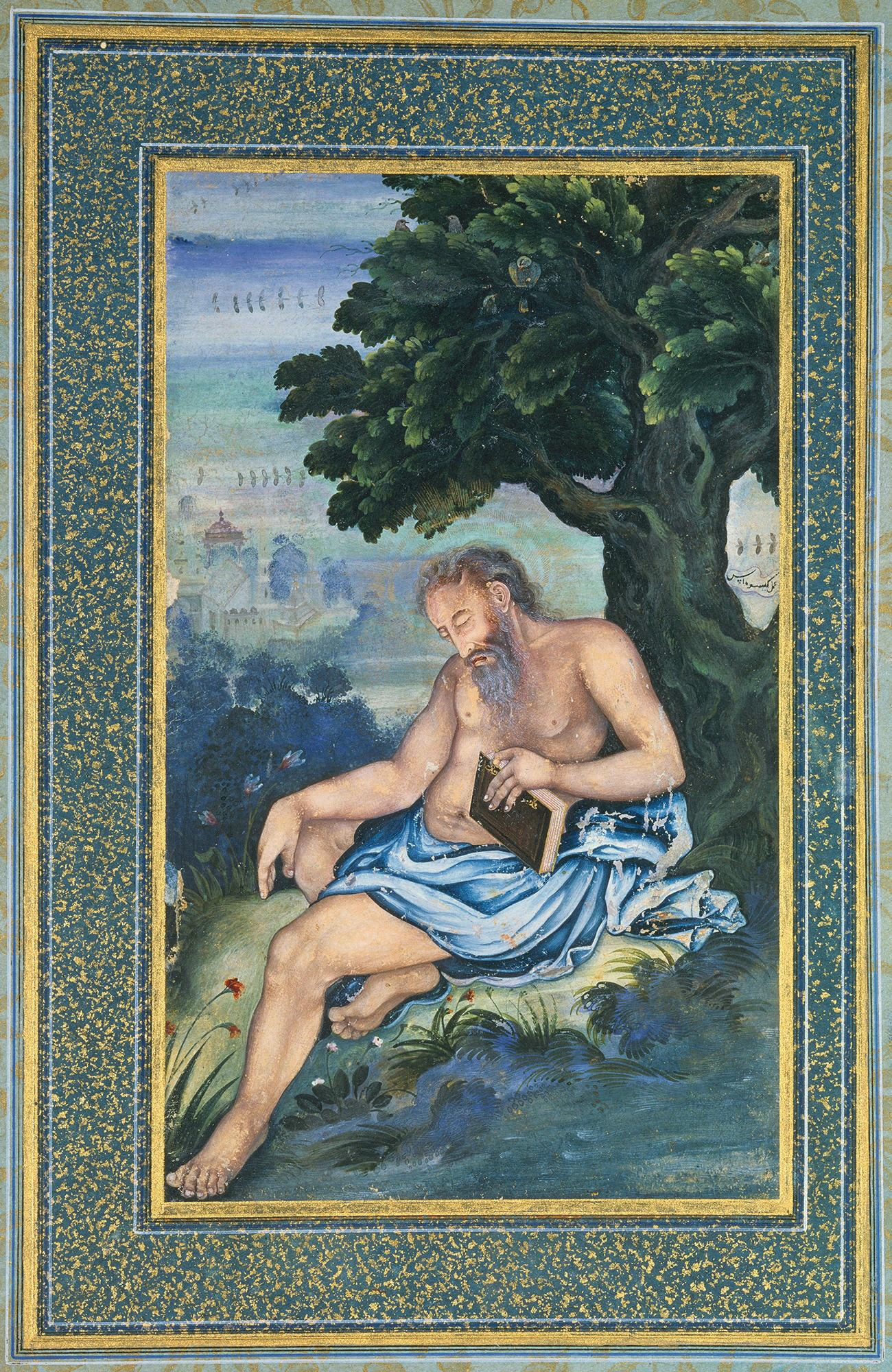
نقاشی سنت جروم به سبک اروپایی توسط کسو داس، که در آن مردی نیمه‌برهنه کشیده شده‌است.

کِسو، کِسو کلان یا کِشَوَ کلان نقاش مینیاتوریست اهل هندوستان بود که در زمان امپراتوری گورکانیان می‌زیست. او یک هندو بود که به دلیل اقتباس‌ها و کپی‌هایش از آثار اروپایی مشهور است. معروف‌ترین آن‌ها نقاشی سنت متیو اوانجلیست است. این نقاشی با نام کسو داس و با تاریخ ۹۹۶ هجری امضاء شده و بر اساس حکاکی فیلیپ گال کشیده شده. کسو برای درک و تحول تکنیک‌های اروپاییان در ارائه حجم و فضا نقش مهمی در نگارگری گورکانی ایفا نمود. در حدود سال ۱۵۹۰ میلادی، از میان هفده نقاشی که نامشان به ترتیب سن و سال در آیین اکبری آمده‌است، کسو پنجمین نفر بوده.
کسو داس در اوایل دهه ۱۵۸۰ کاملاً شناخته شده بود و بنابراین باید بر روی آثار مهم حمزه‌نامه کار می‌کرد. در داراب‌نامه او یک مرد برهنه را نقاشی کرد، که در نقاشی فارسی یا مغولی بی‌سابقه است. توانایی او برای به کاغذ آوردن زندگی در رزم‌نامه نیز مشهود است. همچنین شیوهٔ خاص او در ترسیم معماری بناها نیز در ترکیب‌های دو صفحه‌ای اکبرنامه مربوط به تولد سلیم و بازگشت اکبر به فاتح‌پور سیکری پس از پیروزی در گجرات، قابل مشاهده است. این توانایی‌ها به ویژه مربوط به تصویرسازی برای نسخه‌های خطی تاریخی بود که نیازمند برخورد جدیدی با زمینه‌های مادی و مشارکت‌کنندگان بشری آن بود؛ همانند شش نقاشی او در تیمورنامه و بابر نامه. به‌طور همزمان او به نسخه‌های خطی ادبی هم کمک می‌کرد، که در آن اقتضائات مربوط به فضا و منظر حاکم در عصر صفوی لازم بود؛ همانند خمسه نظامی و دیوان امیر شاهی.
دو برگ در مراحل اولیه جامع التواریخ و یک ترکیب دو صفحه‌ای در بابر نامه نشان می‌دهد که وی حداقل تا بخشی از کارگاه ۷–۱۵۹۶ شاهنشاهی بوده‌است. با این حال، غیبت او از تمام نسخه‌های خطی ادبی بزرگ ۱۵۹۶–۸ نشان می‌دهد که در آن زمان مُرده یا شاید به کارگاه ولیعهد، شاهزاده سلیم، پیوسته. از دیگر آثار دارای ویژگی غیرمعمول با امضای این هنرمند، می‌توان به کپی از حکاکی‌های اروپایی یافت شده در آلبوم‌های جهانگیر (کتاب مرقع گلشن) و دو پرتره از خودش، اشاره کرد.

## نگارخانه

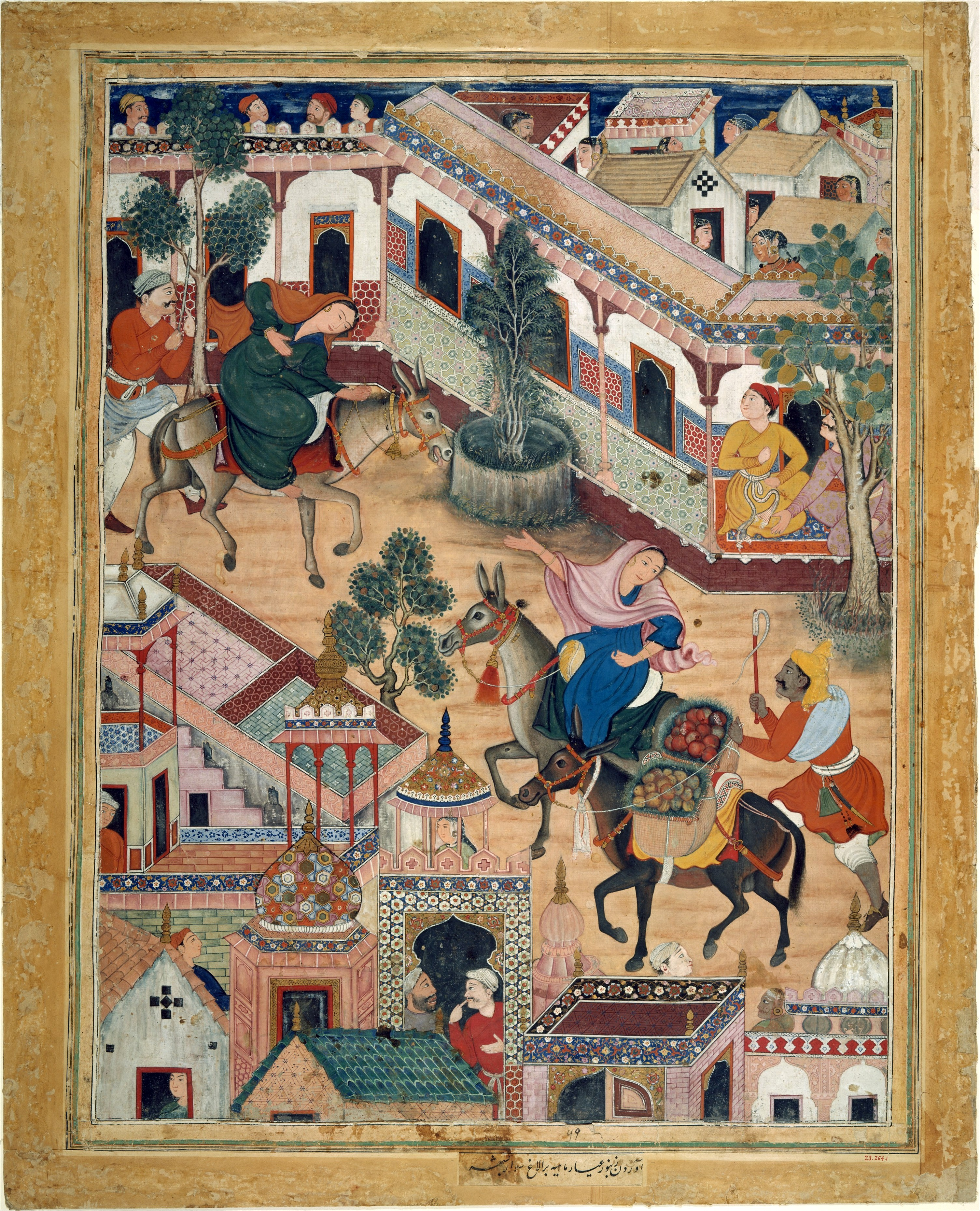
«آوردن زنبور عیار ماهیه بر الاغ سوار بشهر»؛ سبک خاص کسو در کشیدن شهر
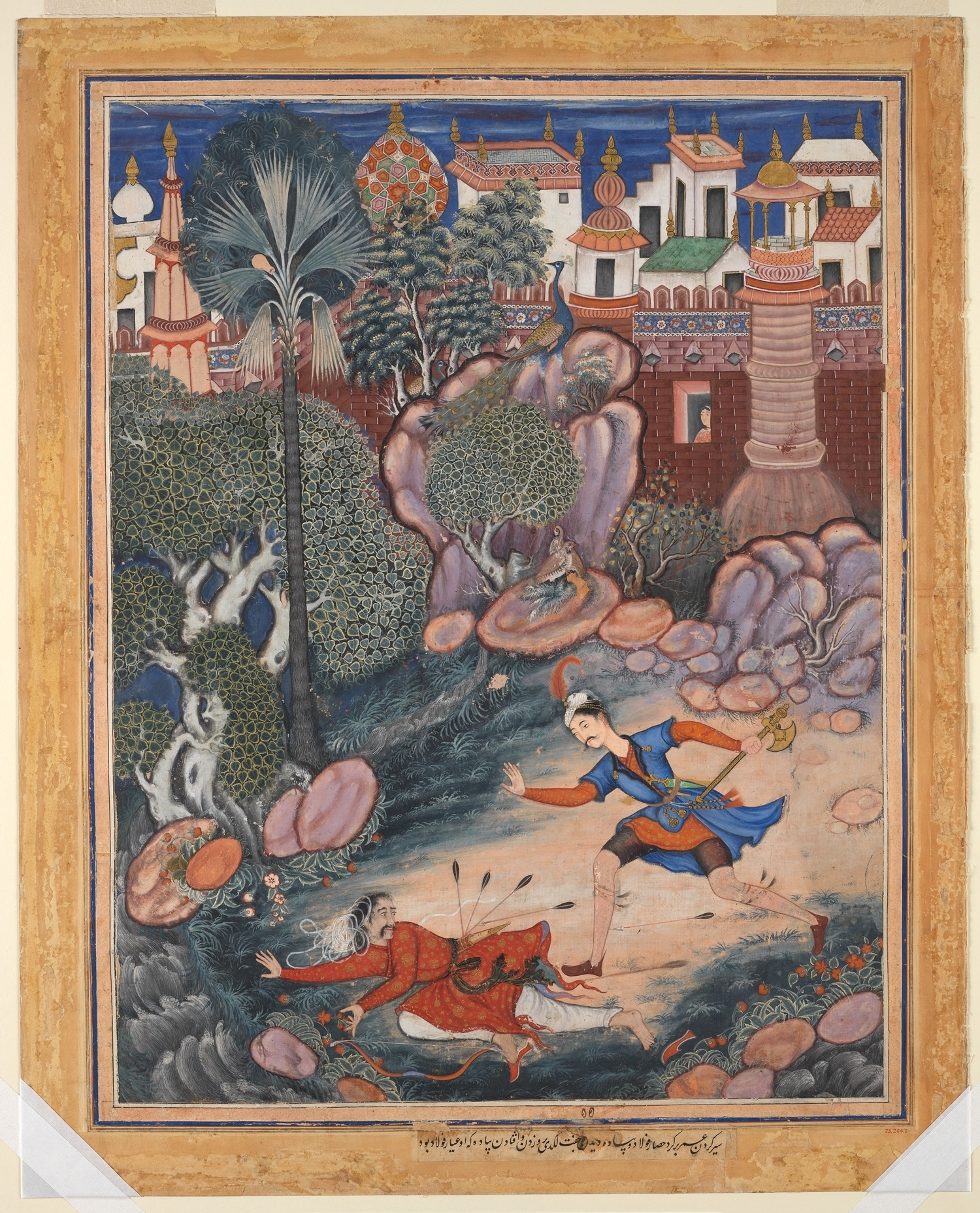
تصویری از حمزه‌نامه با معماری خاص قلعه فولاد در پس‌زمینه داستان
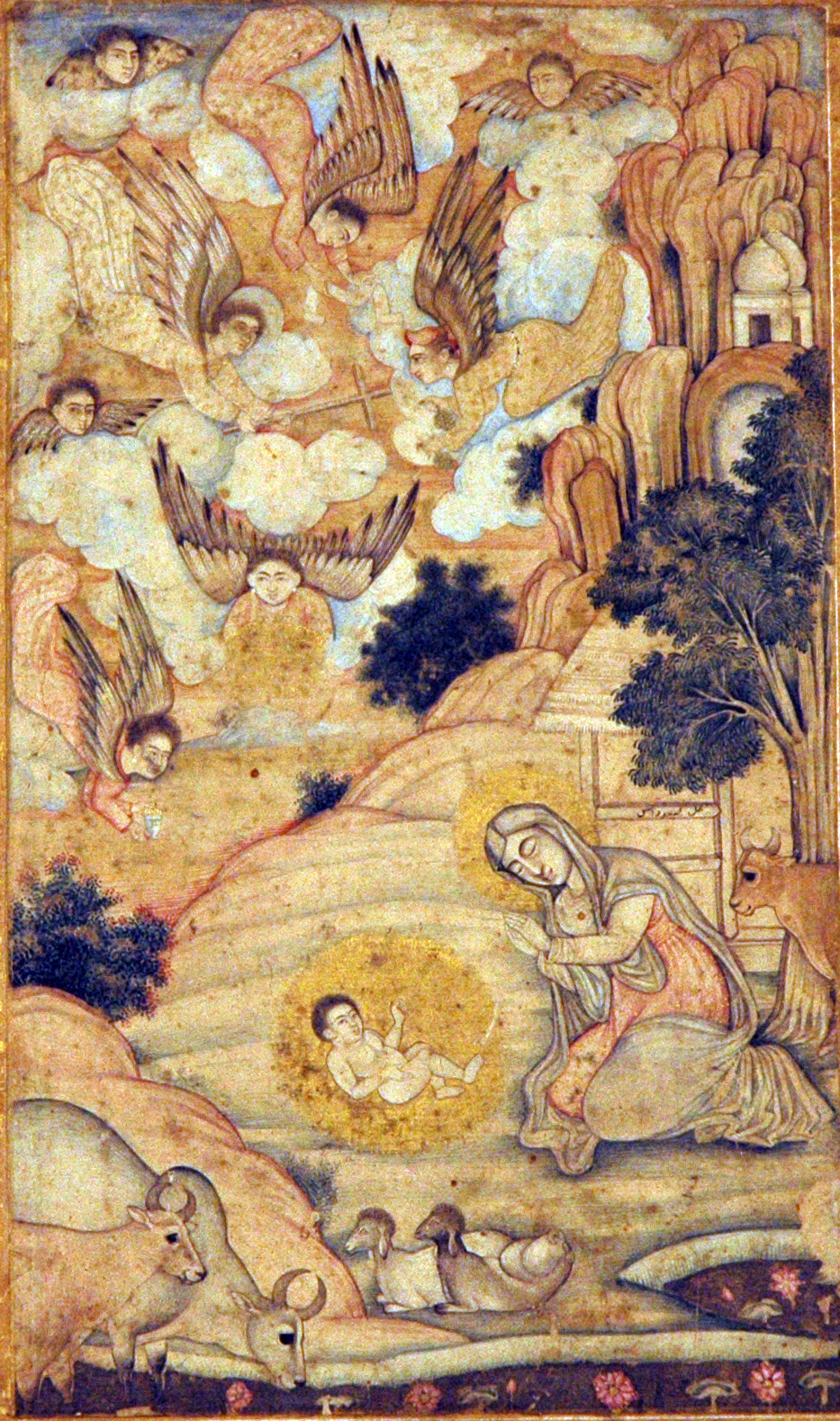
نقاشی تلفیقی مسیحی-هندی از صحنه تولد عیسی
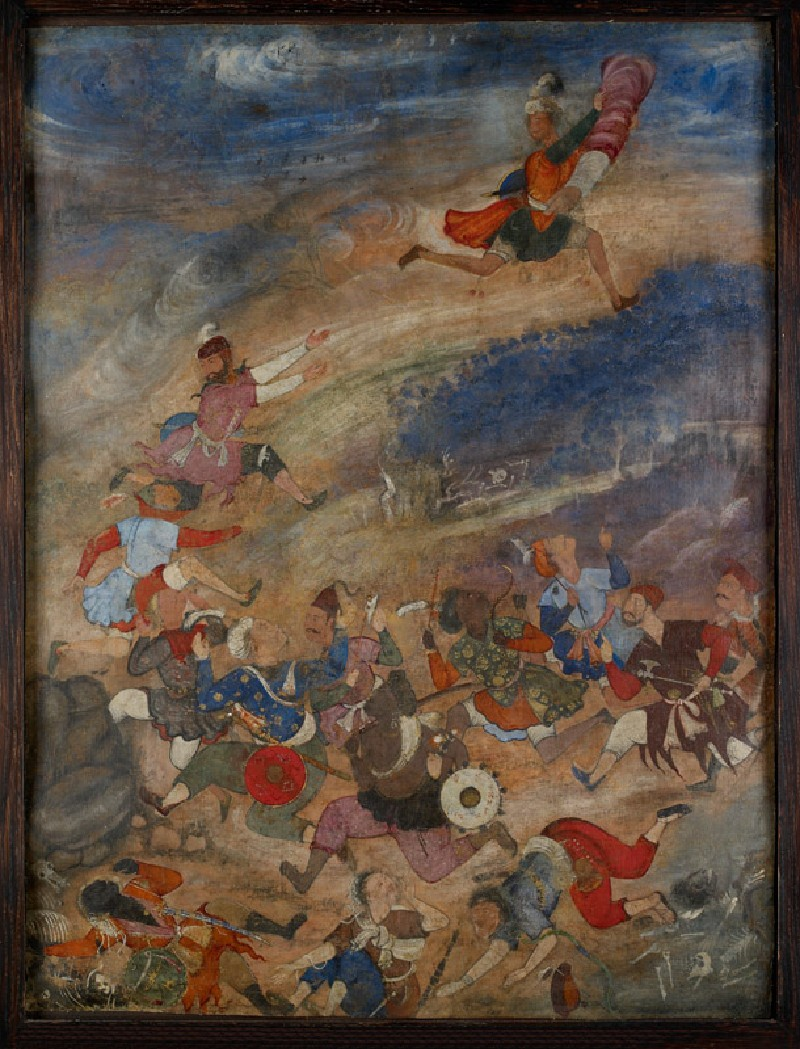
صحنه نبردی از حمزه‌نامه
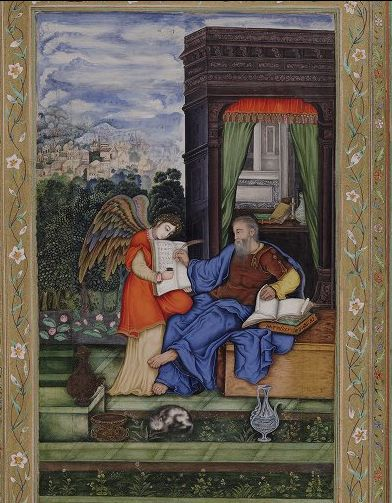
سن متیو، حواری مسیحیان
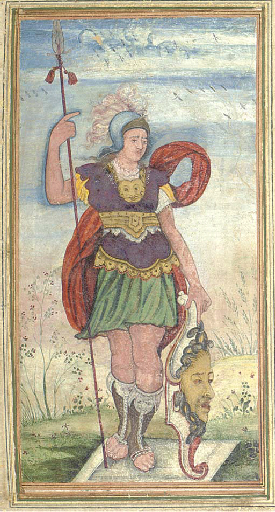
نقاشی مینروا، از الهه‌های باستانی رومیان